# Spirobolus spirostreptinus
Spirobolus spirostreptinus är en mångfotingart som beskrevs av Karsch 1881. Spirobolus spirostreptinus ingår i släktet Spirobolus och familjen Spirobolidae. Inga underarter finns listade i Catalogue of Life.